# 封锁道路

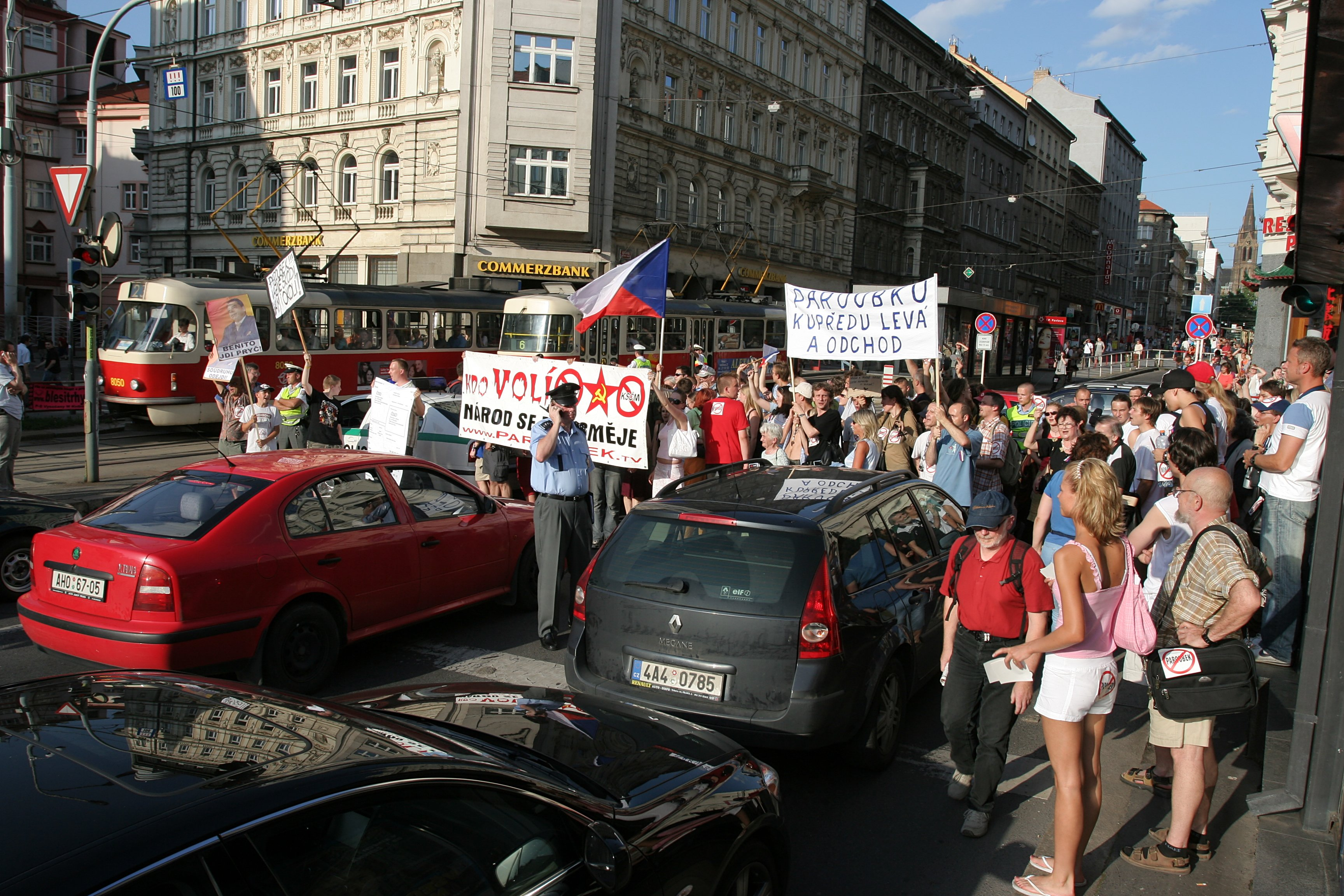
2006年，捷克的抗議者不滿伊日·帕劳贝克而發起抗議，他們封锁了布拉格的一个十字路口

封锁道路又稱阻塞交通，是抗議者在抗议和示威期间的一種手段，他們為了達到自己的訴求會佔據道路，使得道路上的車輛無法正常通行。 
大多数地區的司法機關會認定封锁道路是一種違法行為，而且那些佔據道路的人會被起訴。  一些地區的執法機關還會處罰那些故意在道路上開慢車的司機，因為這些車輛的司機也試圖通過降速行駛來達到封鎖道路的目的。 